# Launton
Launton is een civil parish in het bestuurlijke gebied Cherwell, in het Engelse graafschap Oxfordshire met 1204 inwoners.